# Marsdenia medogensis
Marsdenia medogensis là một loài thực vật có hoa trong họ La bố ma. Loài này được P.T. Li mô tả khoa học đầu tiên năm 1985.